# Newcastle upon Tyne Town Wall
Newcastles stadsmur (engelska: Newcastle town wall) är en medeltida stadsmur i Newcastle upon Tyne i Storbritannien. Den är en Scheduled Ancient Monument. Den byggdes under 1200- och 1300-talen och hjälpte till att skydda staden från attack och ockupation under tider av konflikt.  Den var cirka 3 kilometer lång, minst 2 meter tjock, upp till 7,6 meter hög och hade sex huvudportar: Close Gate, West Gate, New Gate, Pilgrim Gate, Pandon Gate och Sand Gate. Den hade också sjutton torn, samt flera mindre torn och skjutportar.  Stadsmuren hölls i gott skick medan det fanns ett hot om invasion från skotska arméer, och staden försvarades framgångsrikt vid minst två tillfällen;  men med nedgången av gränskrigen mellan England och Skottland lät man muren försämras.
Under Engelska inbördeskriget kunde skottarna bryta muren med minor och artilleri. Vid mitten av 1700-talet hade muren blivit föråldrad och, när staden byggdes om, revs stora delar och lämnade bara delar kvar. De mest betydande lämningarna är västra murarna, på den västra sidan av staden.